# Krimski odred (TO RS)
Krimski odred TO je bil eden od odredov Teritorialne obrambe Republike Slovenije.

## Zgodovina
Odred je bil ustanovljen konec leta 1968 in je nadaljeval tradicijo Krimskega odreda iz druge svetovne vojne; sam odred je deloval v sestavi Ljubljanske pokrajine TO.

## Pripadniki
Poveljniki
- artilerijski podpolkovnik Anton Keš (1968 - 1974)